# Legge 7 agosto 1990, n. 241
La legge 7 agosto 1990, n. 241 è una legge della Repubblica Italiana, sul procedimento amministrativo.
Emanata durante il governo Andreotti VI e più volte modificata nel corso degli anni, per il contenuto delle sue disposizioni, ha rappresentato una notevole innovazione per l'attività della pubblica amministrazione italiana e più in generale per il diritto amministrativo italiano, introducendo il diritto di accesso agli atti amministrativi in Italia.

## Struttura
È composta da 31 articoli ed articolata in sei capi:
- Capo I - Principi (artt. 1-3 bis)
- Capo II - Responsabile del procedimento (artt. 4-6 bis)
- Capo III - Partecipazione al procedimento amministrativo (artt. 7-13)
- Capo IV - Semplificazione dell'azione amministrativa (artt. 14-21)
- Capo IV bis - Efficacia ed invalidità del provvedimento amministrativo. revoca e recesso (artt. 21 bis-21 novies)
- Capo V - Accesso ai documenti amministrativi (artt. 22-28)
- Capo VI - Disposizioni finali (artt. 29-31)

## Contenuto
Riassumendo il contenuto della legge, esso può essere sintetizzato come segue:
- obblighi in capo all'amministrazione circa l'avvio e la conclusione del procedimento;
- introduzione di una disciplina generale dell'istituto della conferenza di servizi;
- affermazione dell'obbligo di motivazione per i provvedimenti amministrativi (ad eccezione degli atti aventi portata generale ed astratta, come i regolamenti);
- previsione di meccanismi tramite i quali il privato può intervenire e partecipare al procedimento;
- la previsione dell'esistenza degli interessi legittimi collettivi;
- l'individuazione della figura responsabile del procedimento amministrativo;
- disciplina del silenzio amministrativo nei casi previsti dalla legge;
- introduzione di una definizione di documento amministrativo;
- l'introduzione del diritto di accesso agli atti amministrativi in Italia.

Altre disposizioni di rilievo sono l'introduzione concettuale dell'"unità organizzaztiva responsabile" (art. 4), l'ipotesi di astensione in caso di conflitto di interesse (art. 6 bis), la possibilità effettuare accordi integrativi o sostitutivi del provvedimanto (art. 11), nonché l'istituto della denuncia di inizio attività nei casi in cui sia richiesta un'autorizzazione (art. 19).

## Innovazioni principali

### Avvio e conclusione del procedimento
Viene formalmente sancito l'obbligo, sia che il procedimento abbia avvio da istanza di parte che d'ufficio, il dovere di conclusione del procedimento tramite l'adozione di un provvedimento espresso, e inoltre stabilisce - quale regola generale - un termine massimo di conclusione dello stesso entro trenta giorni di tempo dall'avvio; tuttavia viene fatta salva la possibilità di individuare per alcuni procedimenti, con DPCM ai sensi della legge 23 agosto 1988, n. 400 un termine massimo di novanta giorni.
È altresì affermato il dovere di dare comunicazione di avvio del procedimento ai soggetti nei confronti dei quali l'atto finale produca effetti o a quelli che per legge sono tenuti ad intervenire in esso.

### Risarcimento per i danni in caso di ritardo
Il legislatore prevede sanzioni a carico dell'amministrazione con l'obbligo di provvedere, ad esclusione dei casi di silenzio amministrativo qualificato e dei concorsi pubblici, al risarcimento del danno ingiusto procurato in conseguenza dell’inosservanza dolosa o colposa del termine di conclusione del procedimento, oltre il diritto ad ottenere un indennizzo per il semplice ritardo, secondo quanto previsto dalla legge.

### Il diritto di accesso agli atti amministrativi
La richiesta di accesso va presentata all'amministrazione che detiene il documento e deve essere regolarmente motivata. La pubblica amministrazione deve decidere entro 30 giorni (fatti salvi eventuali ricorsi), trascorsi i quali la richiesta si intende respinta. Sono comunque esclusi i documenti coperti da segreto di Stato.
In particolare, riguardo al diritto di accesso, le caratteristiche sono enunciate nel capo V della legge:
- la previsione del requisito un interesse diretto, concreto e attuale, corrispondente ad una situazione giuridicamente tutelata e collegata al documento al quale è chiesto l'accesso;[7]
- il diritto all'accesso è negato qualora dalla loro divulgazione possa derivare una lesione (...) alla sicurezza e alla difesa nazionale, quando i documenti riguardino la vita privata o la riservatezza di persone fisiche e persone giuridiche;[8]
- l'amministrazione, prima di rispondere positivamente, deve verificare ed informare eventuali controinteressati che potrebbero avere pregiudizio da un eventuale esercizio del diritto d'accesso;
- il successivo art. 25 stabilisce che le controversie giudiziarie relative all'accesso sono di competenza del il giudice amministrativo (ovvero Tribunale amministrativo regionale in primo grado di giudizio e Consiglio di Stato in appello).[9]